# Сай Коулман
Сай Ко́улман (англ. Cy Coleman, имя при рождении Се́ймур Ка́уфман; 14 июня 1929 года — 18 ноября 2004 года) — американский композитор, джазовый пианист, автор многочисленных мюзиклов и популярных мелодий.

## Биография
Сеймур Кауфман родился в Бронксе в 1929 году в еврейской семье выходцев из Бессарабской губернии Российской Империи. Сын Макса (строитель) и Иды Кауфман. Мать имела небольшое домовладение, часть жилья в котором сдавалось в аренду. Один из постояльцев съехал, оставив своё фортепиано. Четырёхлетний Сеймур объявил его своим. Через год мальчик в совершенстве освоил инструмент. Молочник, обслуживающий район, рассказал о талантливом ребёнке учителю музыки своего сына. Тот предложил Кауфманам уроки классических основ владения инструментом. В 7 лет Сеймур уже выступал в Карнеги-холле и Таун-холле. Обучение Кауфман продолжил в музыкальном колледже Нью-Йорка и в Высшей школе музыки и искусств. Уже к концу 1940-х годов молодой человек предпочёл джаз карьере классического музыканта.
Сай Коулман (использовать американизированный псевдоним предложил ещё первый учитель музыки Кауфмана) собрал джазовое трио и выступал в ресторанах и барах. Первым успехом в качестве композитора стала написанная вместе с Джо Маккарти песня «Why Try to Change Me Now?» (с англ. — «Зачем пытаться изменить меня сейчас?»), которую в 1952 году записал Фрэнк Синатра. Композиции Коулмана начала 1950-х годов исполняли Сэмми Дэвис и Нэт Кинг Коул. В начале 1950-х годов Сай знакомится с поэтессой Кэролайн Лей. В этом творческом союзе были созданы наиболее известные и популярные произведения композитора.

### «Колдовство» (Witchcraft), 1957 год
Эта популярная песня была написана Коулманом и Лей в 1957 году и впервые исполнена Фрэнком Синатрой. Продержалась в чатах США 16 недель. Была номинирована на «Грэмми» в номинациях за лучшую запись года, за лучшую песню года и за лучший мужской вокал. Позже версии «Witchcraft» включали в свои альбомы многие исполнители: Билл Эванс в 1959 году, Элла Фицджеральд в 1961 году, Сара Вон Sassy в 1962 году. В телевизионном шоу 1960 года «Добро пожаловать домой, Элвис» Синатра спел классическую песню Пресли «Love Me Tender», а Пресли исполнил именно «Witchcraft».

### «Рискованное дело» (Wildcat), мюзикл, 1960 год
С предложением написать музыкальный спектакль специально для Люсиль Болл к Коулману обратился хореограф Майкл Кид. За основу был взят сценарий Ричарда Нэша. Мюзикл был готов к весне 1960 года и получил название Wildcat (с англ. — «Рискованное дело»; дословно — «Дикая кошка»; в данном случае игра слов: «Wildcat», кроме дословного перевода, на жаргоне Юго-запада США означает «пробурённая наугад скважина», что позже трансформировалось в более широкое понятие «рискованное дело» и полностью соответствует смыслу сценария). Сюжет: привлекательная авантюристка Уайлди Джексон прибывает в начале XX века в Техас и пытается без капитала и технологий участвовать в гонке за вновь открытыми запасами нефти. Премьера мюзикла состоялась 16 декабря 1960 года. В результате продолжительной болезни Люсиль Болл и отсутствия положительных рецензий спектакль был закрыт к лету 1961 года, выдержав всего 171 представление.

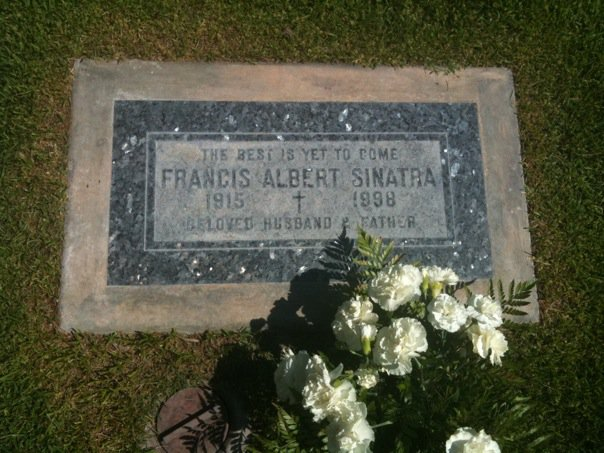
Надгробная плита Фрэнка Синатры
с надписью The Best Is Yet to Come

### «Лучшее впереди» (The Best Is Yet to Come), 1962 год
Эта песня хотя и была написана в 1962 году Коулманом и Лей для Тони Беннетта, более популярной стала после того, как Фрэнк Синатра включил её в свой альбом 1964 года It Might as Well Be Swing. Вокал был записан под аккомпанемент оркестра Каунта Бейси и при участии Куинси Джонса. В фильме «Чего хотят женщины» именно под эту запись герой Мела Гибсона исполняет танцевальный номер. В последующем в разные годы эту песню исполняли: Пегги Ли (1962 год); Сара Вон Sassy (1962 год); Элла Фицджеральд (1982 год); Майкл Стивен Бубле (2007 год); Софи Мильман (2009 год). Название этой песни выгравировано на надгробной плите Фрэнка Синатры.
Следующими совместными произведениями Коулмана и Лей стали мюзиклы «Маленький Я» (Little Me) и «Настоящая живая девчонка» (Real Live Girl), после чего творческий союз распался.

### «Милая Чарити» (Sweet Charity), мюзикл, 1966 год
В 1964 году Сай Коулман знакомится с поэтессой Дороти Филдс и предлагает ей сотрудничество. Филдс, которая была старше Коулмана на 24 года, энергично и плодотворно принялась за работу с молодым композитором. Первым их совместным проектом стал мюзикл «Милая Чарити», который был поставлен по сценарию — адаптации Нила Саймона, использующий, в свою очередь, сюжет Федерико Феллини к драме «Ночи Кабирии». Постановщиком и хореографом Бродвейской версии выступил дебютант Боб Фосс, роль Ширли МакЛейн исполнила его жена Гвен Вердон. Постановка в 1966 году была представлена к получению премии Тони в 12 номинациях, но победила только в одной — за лучшую хореографию. Спектакль демонстрировался 608 раз и был поставлен вновь в 1986 году и 2005 году.
В 1969 году мюзикл был экранизирован Бобом Фоссом под одноимённым названием.
В начале 1970-х годов Коулман и Филдс подготовили ещё два проекта: музыкальный спектакль об Элеоноре Рузвельт и мюзикл «Качели» (Seesaw). Удачное творческое партнёрство было прервано смертью Дороти Филдс в 1974 году.
В течение нескольких последующих лет Коулман работает с разными либреттистами и пишет музыку к мюзиклам разных жанров: «Я люблю свою жену» (I Love My Wife, 1977 год) — сатира на сексуальную революцию; «В двадцатом веке» (On the Twentieth Century, 1978 год) — эксцентрическая комедия, почти фарс; «Барнум» (Barnum, 1980 год) — история известного американского шоумена Ф. Т. Барнума.

### «Город ангелов» (City of Angels), мюзикл, 1988 год
В 1988 году Коулман совместно с поэтом Дэвидом Зиппелом и либреттистом Гарри Гельбертом заканчивает работу над новым мюзиклом «Город ангелов». Действие происходит в Голливуде в конце 1940-х годов. В спектакле использован художественный приём, при котором всё повествование делится на две части: реальный, «цветной» мир, где некий автор работает над сценарием к кинофильму, и вымышленный, «чёрно-белый», где активно действуют придуманные им персонажи. В первом писатель Стайн противостоит авторитарному режиссёру и продюсеру, пытаясь сохранить сценарий будущего фильма «Город ангелов» в своей редакции, во втором детектив Стоун — коварной авантюристке. В первом Стайн пытается разобраться в последствиях романтической связи с секретаршей, во втором Стоун — в мрачной тайне своего прошлого. Миры, подчёркнуто разделённые стилем декораций и костюмами героев, начинают переплетаться, влиять один на другой. Актёры, играющие персонажей сценария Стайна, играют и соответствующие роли в реальной жизни.
Спектакль получил 6 премий «Тони» из 11 номинаций, в том числе как лучший мюзикл года, за лучший сценарий, мужскую роль и лучшие декорации.
Премьера мюзикла на Бродвее состоялась 11 декабря 1989 года в театре Virginia. Спектакль шёл до января 1992 года, выдержав 878 представлений. После этого он ещё год демонстрировался в различных городах США в рамках гастрольного тура. Английская премьера состоялась в театре Prince of Wales в Вест-Энде Лондона в марте 1993 года.

### «Глупости Роджера Уилла» (The Will Rogers Follies), мюзикл, 1991 год
Этот мюзикл был создан на литературной основе Питера Стоуна и стихи Бетти Комден и Адольфа Грина. Спектакль посвящён популярному в начале XX века в США юмористу Роджеру Уиллу, известному своими афоризмами. Премьера состоялась 1 мая 1991 года в Palace Theatre на Бродвее. Спектакль шёл до 1993 года и выдержал 981 представление.
Спектакль повторил успех «Города ангелов»: получил 6 премий «Тони» из 11 номинаций, в том числе как лучший мюзикл года, за лучший сценарий, лучшую хореографию и дизайн костюмов.
На протяжении всей карьеры Коулман активно работал для кино и телевидения. Из 85 фильмов и сериалов, в которых использована его музыка, следует выделить: сериал «Коломбо» сезона 1972 года; «Во всём виноват Рио» (1982 год), «Игра» (1997 год); «Ронин» (1998 год); «Чего хотят женщины» (2000 год).
Коулман умер 18 ноября 2004 года от сердечного приступа. У него остались жена Шелби Коулман и недавно удочерённая Лили Сай Коулман (2000 года рождения).

## Награды
- 1975 — Shirley MacLaine: If They Could See Me Now, премия «Эмми» в номинации лучшая работа в жанре комедии, варьете или мюзикла;
- 1976 — Gypsy in My Soul, премия «Эмми» в номинации лучшая работа в жанре комедии, варьете или мюзикла;
- 1978 — On the Twentieth Century (с англ. — «В двадцатом веке»), премия «Тони» за лучший адаптированный сценарий;
- 1990 — City of Angels (с англ. — «Город ангелов»), премия «Тони», как лучшему мюзиклу и за лучший оригинальный сценарий;
- 1991 — The Will Rogers Follies (с англ. — «Глупости Роджера Уилла»), премия «Тони», как лучшему мюзиклу и за лучший оригинальный сценарий;
- 1995 — Премия Американского общества композиторов, авторов и издателей за вклад в развитие музыкального театра на протяжении жизни;
- 2000 — включён в Зал славы американского театра.